# Никифор II Памфіл
Никифор II Памфіл (грец. Νικηφόρος Β΄; д/н — 25 липня 1261) — константинопольський патріарх у 1260—1261 роках.

## Життєпис
Ймовірно походив з Памфілії, про що свідчить його прізвисько. Напевне належав до кола вченого духовенства, про що свідчать згадки Георгія Акрополіта і Никифора Блеммида. Уславився вже в якості архидиякона за часів імператора Іоанн III. У 1241 і 1242 роках розглядався як один з ймовірних кандидатів на патріарха після смерті Мефодія II, проте імператор відкинув кандидатуру Никифора, оскільки не мав змоги його контролювати. Тому лише близько 1243 року зміг стати митрополитом Ефеським.
1254 році знову був одним з кандидатів разом з Никифором Блеммидом, проте імператор Феодор II Ласкаріс першим відкинув його кандидатуру через надмірну жадібність. Наприкінці 1259 року після відсторонення патріарха Арсенія I за підтримки імператора Михайла VIII Палеолога на соборі в Галліполі обирається патріархом. 1 січня 1260 року в Лампсаку відбулася інтронізація. Невдовзі наштовхнувся на спротив кліра, що підтримував колишнього патріарха Арсенія.
Рушив до імператора в Селембрію. наприкінці 1260 року перебрався до німфею, де помер у липні 1261 року. Патріархом знову став Арсеній I.